# Charles Templeton
Charles Bradley Templeton (Toronto, 7 ottobre 1915 – Toronto, 7 giugno 2001) è stato un fumettista, politico, giornalista caporedattore canadese.